# Virtua Fighter
Virtua Fighter är ett beat em up-spel skapad av SEGA (och dess produktionsstudio AM2) år 1993. Spelets producent heter Yu Suzuki. Detta är den första delen i en av SEGAs mest anrika serier, banbrytande eftersom det var det allra första 3D-beat em up-spelet, vilket förändrade industrin. Spelet lanserades via arkadsystemet SEGA Model 1 och har därefter konverterats till konsolformaten SEGA Saturn samt SEGA 32X.
Spelaren väljer mellan åtta olika slagskämpar, alla med sina egna stridstekniker.

### Fotnoter
1. ↑  ”Virtua Fighter” (på engelska). Mobygames. 12 mars 1993. http://www.mobygames.com/game/virtua-fighter. Läst 9 mars 2017.